# Petr Průcha
Petr Průcha (ur. 14 września 1982 w Chrudimiu) – czeski hokeista, reprezentant Czech.

## Kariera
- HC Pardubice (2000-2005)
  -  HC Hradec Králové (2001, 2002, 2003)
- New York Rangers (2005-2009)
  -  Hartford Wolf Pack (2005)
- Phoenix Coyotes (2009-2011)
  -  San Antonio Rampage (2011)
- SKA Sankt Petersburg (2011-2013)

Wychowanek klubu HC Chrudim. Od stycznia 2011 roku zawodnik SKA Sankt Petersburg. W maju 2011 roku podpisał z klubem dwuletni kontrakt. Po sezonie KHL (2012/2013) odszedł ze SKA i przerwał karierę z uwagi na kontuzję kręgosłupa szyjnego.
Uczestniczył w turniejach mistrzostw świata w 2004, 2005, 2011, 2012.

## Sukcesy
Reprezentacyjne
- Złoty medal mistrzostw świata: 2005
- Brązowy medal mistrzostw świata: 2011, 2012

Klubowe
- Złoty medal mistrzostw Czech: 2005 z HC Pardubice
- Puchar Kontynentu: 2013 ze SKA
- Brązowy medal mistrzostw Rosji: 2013 ze SKA

Indywidualne
- Pierwsze miejsce w klasyfikacji "+/-" fazy play-off czeskiej extraligi: 2005